# Émerson Hernández
Émerson Esnal Hernández (ur. 20 stycznia 1989 w San Salvador) – salwadorski lekkoatleta, chodziarz, uczestnik igrzysk olimpijskich, rekordzista kraju.
Dwukrotny uczestnik mistrzostw świata (Daegu 2011 oraz Moskwa 2013). Szósty zawodnik igrzysk panamerykańskich w 2011. Reprezentant kraju w pucharze świata w chodzie.

## Osiągnięcia
| Rok  | Impreza                               | Miejsce            | Konkurencja                      | Lokata      | Wynik    |
| ---- | ------------------------------------- | ------------------ | -------------------------------- | ----------- | -------- |
| 2005 | Mistrzostwa świata juniorów młodszych | Marrakesz          | chód na 10 000 metrów            | 11. miejsce | 46:35,34 |
| 2006 | Mistrzostwa świata juniorów           | Pekin              | chód na 10 000 metrów            | 18. miejsce | 46:23,20 |
| 2007 | Panamerykański puchar w chodzie       | Balneário Camboriú | chód na 10 kilometrów (juniorów) | 4. miejsce  | 44:30    |
| 2008 | Puchar świata w chodzie               | Czeboksary         | chód na 10 kilometrów (juniorów) | 18. miejsce | 43:18    |
| 2010 | Puchar świata w chodzie               | Chihuahua          | chód na 50 kilometrów            | 24. miejsce | 4:06,47  |
| 2011 | Mistrzostwa świata                    | Daegu              | chód na 20 kilometrów            | 35. miejsce | 1:30:48  |
| 2011 | Igrzyska panamerykańskie              | Guadalajara        | chód na 50 kilometrów            | 6. miejsce  | 4:12:53  |
| 2012 | Igrzyska olimpijskie                  | Londyn             | chód na 50 kilometrów            | 26 miejsce  | 3:53:57  |
| 2013 | Mistrzostwa świata                    | Moskwa             | chód na 50 kilometrów            | –           | DQ       |
| 2014 | Puchar świata w chodzie               | Taicang            | chód na 20 kilometrów            | 90. miejsce | 1:29:57  |

## Rekordy życiowe
- Chód na 20 kilometrów – 1:26:34 (2013)
- Chód na 50 kilometrów – 3:53:57 (2012) rekord Salwadoru